# روشفور، شرانت-ماریتیم
شهر روشفور (به فرانسوی: Rochefort) در شهرستان شرانت-ماریتیم در ناحیه پواتو-شرانت با جمعیت ۲۶٬۲۹۹ نفر در کشور فرانسه واقع شده‌است